# Branchiomaldane vincentii
Branchiomaldane vincentii is een borstelworm uit de familie Arenicolidae.
De wetenschappelijke naam van de soort werd in 1881 gepubliceerd door Paul Langerhans.